# Pilot 213 SE
Pilot 213 SE är en svensk lotsbåt som byggdes 2010 av Baltic Workboats i Nasva i Estland till Sjöfartsverket i Norrköping. Pilot 213 SE stationerades vid Malmö lotsplats.